# Ümit Davala
Ümit Davala (Mannheim, NSZK, 1973. július 30. –) török válogatott labdarúgó.

## Sikerei, díjai
Galatasaray
- UEFA-szuperkupa: 1 (2000)
- UEFA-kupa: 1 (2000)

 Törökország
- 2000-es labdarúgó-Európa-bajnokság Negyeddöntős
- 2002-es labdarúgó-világbajnokság: Bronzérmes